# Вукосавлє (громада)
Вукосавлє (серб. Општина Вукосавље) — боснійська громада, розташована в регіоні Добой Республіки Сербської. Адміністративним центром є місто Вукосавлє.